# Mandal (Norvège)
Pour les articles homonymes, voir Mandal.

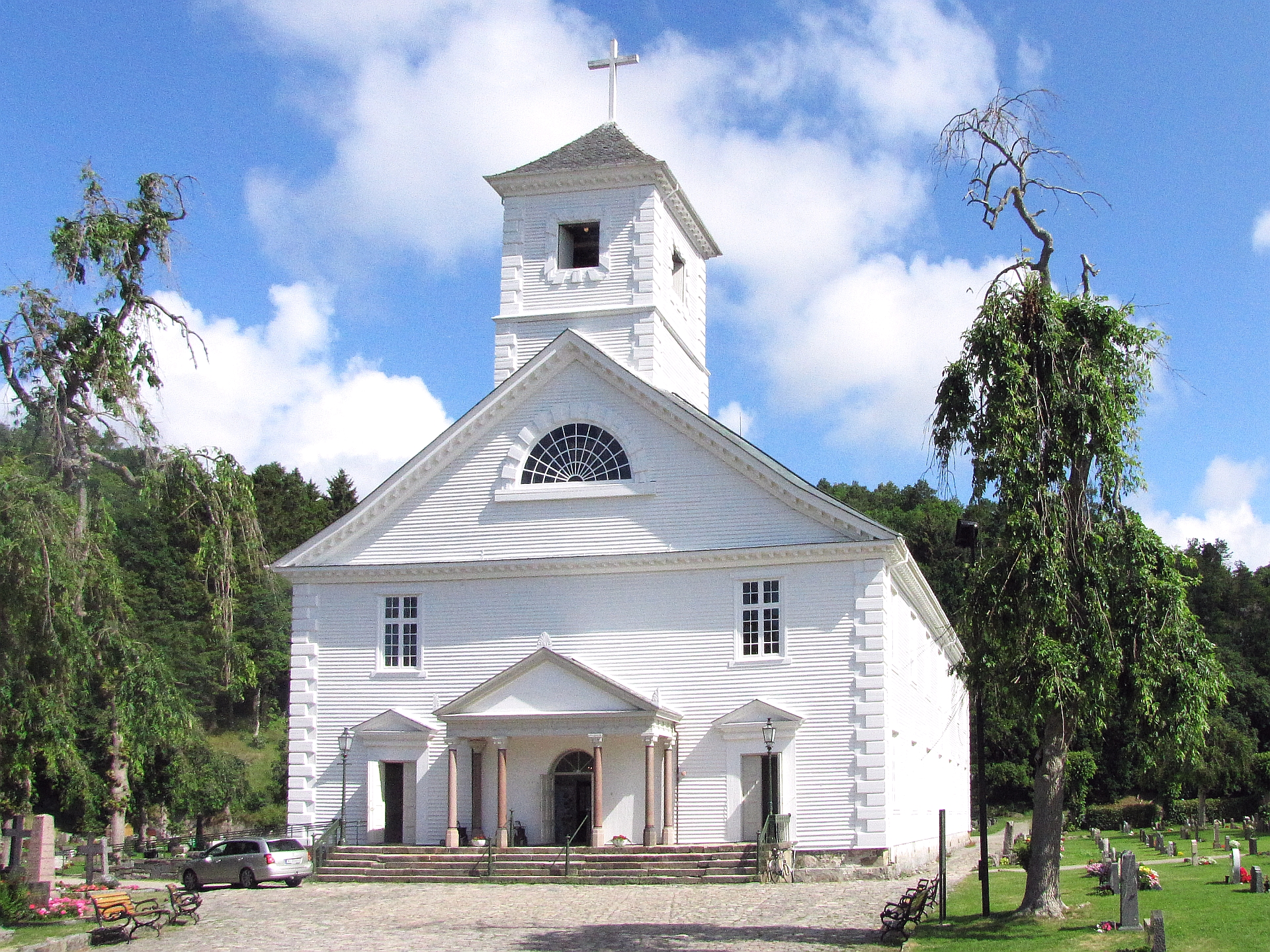
Église de la ville de Mandal de l'année 1821 avec 1800 sièges

Mandal est une ancienne kommune de Norvège. Elle faisait partie du comté de Vest-Agder. Mandal est la ville la plus au sud de la Norvège. Le point le plus au sud de la kommune est l'île de Pysen.
Tout au long de son histoire, Mandal a eu des relations commerciales avec l'Écosse et les Pays-Bas. Elle dispose d'un chantier naval.
Le 1er janvier 2020, la commune a été fusionnée avec celle de Marnardal au sein de la commune de Lindesnes. Mandal est aujourd'hui le centre administratif de la nouvelle commune de Lindesnes,.